# Liberation
„Liberation“ е осмият студиен албум на американската поп-певица Кристина Агилера, издаден на 15 юни.
Албумът включва синглите Accelerate и Fall in Line. Албумът е продуциран от Charlie Heat, Eric Danchick, Mike Dean, Dumbfoundead, Anderson Paak, Honorable C.N.O.T.E., Che Pope, Кание Уест, Jon Bellion, MNEK, Kirby Dockery и Ricky Reed.

## Списък на песните
1. „Liberation“ – 1:47
2. „Searching for Maria“ – 0:25
3. „Maria“ – 4:34
4. „Sick of Sittin'“ – 4:00
5. „Dreamers“ – 0:36
6. „Fall in Line“ (с Деми Ловато) – 4:06
7. „Right Moves“ (с Keida и Shenseea) – 3:48
8. „Like I Do“ (с GoldLink) – 4:49
9. „Deserve“ – 4:23
10. „Twice“ – 4:02
11. „I Don't Need It Anymore (Interlude)“ – 0:54
12. „Accelerate“ (с Ty Dolla Sign и 2 Chainz) – 4:03
13. „Pipe“ (с XNDA) – 4:05
14. „Masochist“ – 3:30
15. „Unless It's with You“ – 4:17